# Guglielmo Guiscardi

Guglielmo Guiscardi

Guglielmo Guiscardi (* 27. Februar 1821 in Neapel; † 9. Dezember 1885) war ein italienischer Mineraloge und Geologe.

## Leben
1860 berief man Guiscardi an den Lehrstuhl Geologie und Mineralogie der Universität Neapel. Dort begann er auch mit der Errichtung des Musei delle Scienze Naturali (Museum für Geologie und Paläontologie).

## Veröffentlichungen
- Note sur les émanations gazeuses des champs Phlégréens. Paris 1857.